# Wer die Augen schließt (wird nie die Wahrheit seh’n)
Wer die Augen schließt (wird nie die Wahrheit seh’n) ist ein politisches Lied des deutschen Musikprojektes „Mut zur Menschlichkeit“. Das Stück erschien im Mai 1993 als Benefiz-Single gegen Fremdenfeindlichkeit, die Anfang der 1990er-Jahre in Deutschland zunahm.

## Entstehung und Artwork
Bei Mut zur Menschlichkeit handelt es sich um ein Musikprojekt, das als Zeichen gegen Ausländerfeindlichkeit und für mehr Toleranz ins Leben gerufen wurde. Hierbei wollten die Initiatoren und teilnehmenden Musiker auf die steigenden flüchtlingsfeindlichen Angriffe in Deutschland aufmerksam machen. Einer der im Voraus ausschlaggebenden Vorkommnisse war der Mordanschlag von Mölln, der unter anderem zu diesem Projekt animierte. Im Monat der Singleveröffentlichung ereignete sich der Mordanschlag von Solingen, der als gegenwärtiges Ereignis auch in den Mittelpunkt des Projektes gestellt wurde. Alle Einnahmen der Künstler sowie der Produzenten aus dem Verkauf dieser Benefiz-Single, auch sämtliche GEMA-Tantiemen, kamen dem gemeinnützigen Verein „Künstler für den Mut zur Menschlichkeit e.V.“ zugute. Mit diesen Geldern sollte den Opfern aus Brandanschlägen unbürokratisch geholfen werden.
Geschrieben wurde das Lied vom teilnehmenden Interpreten Wolfgang Petry und dem Liedtexter Bernd Meinunger. Die Aufnahme und Produktion erfolgte durch Helmut Rüßmann, in dessen eigenem Tonstudio auch die Produktion erfolgte. Bei der Aufnahme stand ihm Willy Stumm als Tonmeister zur Seite. Als Studiomusiker wurden Johan Daansen an der Gitarre, Pit Löw am Keyboard und Edward Simoni an der Panflöte engagiert. Löw zeichnete darüber hinaus für die Programmierung zuständig. Neben der Hauptproduktion im Tonstudio Rüßmann fanden weitere Produktionen im Blue Moon Studio (München), Daylightstudio (Stuttgart), Hanne Haller Studio (München), Oh Yes Studio (Hamburg), Sing Sang Studio (Wien) und bei Sophisticat Music (Weyhe) statt.
Auf dem Frontcover der Single ist ein Schwarzweiß-Bild eines Hauses, mit abgebranntem Dachstuhl, zu sehen. Das Bild ist zentriert angeordnet, links und rechts daneben sind die am Projekt teilnehmenden Interpreten aufgeführt. Am oberen Rand befindet sich die Titelangabe, wobei der Haupttitel fettgedruckt in Rot und der Klammerzusatz darunter, nicht fettgedruckt, in Schwarz geschrieben ist. Das Bild stammt von der Deutschen Presse-Agentur, als Artdirector fungierte Thomas Sassenbach.

## Veröffentlichung und Promotion
Die Erstveröffentlichung von Wer die Augen schließt (wird nie die Wahrheit seh’n) erfolgte als Single am 10. Mai 1993 (Katalognummer: 74321 14219 7). Diese erschien als 7″-Single und 2-Track-CD-Single durch das Musiklabel Hansa Records. Den Vertrieb tätigte BMG Ariola, verlegt wurde das Lied durch den Gothic Musikverlag. Die Single beinhaltet neben der Radioversion eine „Playback Version“ zu Wer die Augen schließt (wird nie die Wahrheit seh’n) als B-Seite. Im Jahr der Veröffentlichung erschien das Lied auch als Teil der EP Lieder für die eine Welt, die durch das Bundesministerium für wirtschaftliche Zusammenarbeit und Entwicklung in die Wege geleitet und bei Ariola in Auftrag gegeben wurde.
Um das Lied zu bewerben, erfolgte unter anderem ein Liveauftritt, zur Hauptsendezeit, in der ZDF-Unterhaltungssendung Melodien für Millionen am 24. Juli 1993.

## Hintergrund
Die Veröffentlichung von Wer die Augen schließt (wird nie die Wahrheit seh’n) erfolgte in Zusammenarbeit mit der deutschen Frauenzeitschrift Frau im Spiegel. Als Schirmherr für dieses Projekt konnte man Dieter Thomas Heck gewinnen. Auf dem Rückcover sind folgende Worte von ihm zu lesen:

„Liebe Freunde des deutschen Schlagers!
Seit Jahrzehnten ist Deutschland Zufluchtsort und Heimat für viele Menschen aus aller Welt geworden. Deutsche und Ausländer wohnen Tür an Tür und arbeiten Hand in Hand. Das ist so – und das muss auch so bleiben. Wir sind alle aufgerufen, zu verhindern, dass in unserem Land wieder Mitmenschen durch Gewalt zu Schaden kommen. Weil Zivilcourage und der Mut, Menschlichkeit zu praktizieren, für mich erste Bürgerpflicht sind, übernehme ich gern die Schirmherrschaft dieser Aktion. Eine Aktion meiner singenden Kollegen.“

## Inhalt
| „Wer die Augen schließt, wird nie die Wahrheit seh’n, wer noch länger schweigt, wird schweigend untergeh’n. Nur bis hierher und nicht weiter, und nicht alles ist mir gleich. Lieber einmal nein, als tausendmal vielleicht!“ – Refrain, Originalauszug | Der Liedtext zu Wer die Augen schließt (wird nie die Wahrheit seh’n) ist in deutscher Sprache verfasst. Sowohl die Musik, als auch der Text, wurden gemeinsam von Bernd Meinunger und Wolfgang Petry geschrieben beziehungsweise komponiert. Musikalisch bewegt sich das Lied im Bereich der Popmusik, stilistisch im Bereich des Schlagers. Inhaltlich setzt sich das Musikprojekt in dem Lied mit Ausländerfeindlichkeit und Toleranz auseinander. Aufgebaut ist das Lied auf zwei Strophen und einem Refrain. Es beginnt zunächst mit der ersten achtzeiligen Strophe, dessen Zeilen abwechseln von verschiedenen Interpreten dargeboten werden. Auf die erste Strophe folgt, zur Einleitung, zunächst der sogenannte „Pre-Chorus“, ehe der eigentliche Refrain einsetzt. Sowohl der Pre-Chorus, als auch der Refrain, werden überwiegend im Chor interpretiert. Lediglich der Refrain beinhaltet zwei Zeilen, die von einzelnen Interpreten solo gesungen werden. Der gleiche Aufbau, mit wechselnden Interpreten, folgt mit der zweiten Strophe. Nach dem zweiten Refrain erfolgt ein instrumentelles Zwischenstück, in dem Edward Simoni an der Panflöte zu hören ist. Danach endet das Lied mit dem dritten Refrain. Neben dem Hauptgesang der verschiedenen Interpreten, sind im Hintergrund die Stimmen von Johannes Brück, Elke Schlimbach und Birgit van der Most zu hören. |

## Mitwirkende
Liedproduktion
- G. G. Anderson: Gesang
- Tom Astor: Gesang
- Kristina Bach: Gesang
- Roberto Blanco: Gesang
- Andy Borg: Gesang
- Bernhard Brink: Gesang
- Johannes Brück: Begleitgesang
- Brunner & Brunner: Gesang
- Dirk Busch: Gesang
- Johan Daansen: Gitarre
- Klaus Densow: Gesang
- Jürgen Drews: Gesang
- Karel Gott: Gesang
- Hanne Haller: Gesang
- Ibo: Gesang
- Claudia Jung: Gesang
- Patrick Lindner: Gesang
- Pit Löw: Keyboard, Programmierung
- Andreas Martin: Gesang
- Bernd Meinunger: Komponist, Liedtexter
- Michelle: Gesang
- Wencke Myhre: Gesang
- Nicki: Gesang
- Nadine Norelle: Gesang
- Wolfgang Petry: Gesang, Komponist, Liedtexter
- Rosanna Rocci: Gesang
- Helmut Rüßmann: Musikproduzent, Tonmeister
- Elke Schlimbach: Begleitgesang
- Edward Simoni: Panflöte
- Tommy Steiner: Gesang
- Willy Stumm: Tonmeister
- Birgit van der Most: Begleitgesang
- Zillertaler Schürzenjäger: Gesang

Unternehmen
- BMG Ariola: Vertrieb
- Blue Moon Studio: Tonstudio
- Daylightstudio: Tonstudio
- Gothic Musikverlag: Verlag
- Hanne Haller Studio: Tonstudio
- Hansa Records: Musiklabel
- Oh Yes Studio: Tonstudio
- Sing Sang Studio: Tonstudio
- Sophisticat Music: Tonstudio
- Tonstudio Rüßmann: Tonstudio

Artwork (Cover)
- Deutsche Presse-Agentur: Fotograf
- Thomas Sassenbach: Artdirector

## Charts und Chartplatzierungen
Wer die Augen schließt (wird nie die Wahrheit seh’n) verfehlte den Einstieg in die offiziellen Singlecharts, konnte sich jedoch eine Woche in den deutschen Airplaycharts platzieren und erreichte dabei in der Chartwoche vom 15. Mai 1993 Rang 78.

## Coverversionen

### Mut zur Menschlichkeit (2015)
Im Jahr 2015 wurde das Musikprojekt Mut zur Menschlichkeit nochmals mit neuen Interpreten aufgelegt. Die Idee und das Konzept der Neuauflage stammten von Frank Neuenfels, der im September 2015 mit den Arbeiten hierzu begann. Hintergrund war der aktuell wieder aufflammenden Fremdenhass in folge der Flüchtlingskrise in Deutschland. Die ausgeschütteten Vertriebserlöse aus dem Wohltätigkeitsprojekt gingen zu 100 % an Aktion Deutschland Hilft, unter der Schirmherrschaft von Bundespräsident a. D. Horst Köhler und des Kuratoriumsvorsitzenden, Bundesaußenminister Frank-Walter Steinmeier. Manuela Roßbach, Geschäftsführerin von Aktion Deutschland Hilft, kommentierte die Zusammenarbeit wie folgt:

„Wir freuen uns, der Charity-Partner für dieses wichtige Projekt sein zu dürfen, dessen Beweggründe, Ziele und Umsetzung auch der Bündnisidee von Aktion Deutschland Hilft entsprechen: Solidarität, Toleranz und Partnerschaft - das sind die Werte, zu denen wir uns als Bündnis deutscher Hilfsorganisationen verpflichtet haben. Nur im Zusammenschluss und gemeinsam können wir diese Werte verteidigen und mit Mut und Mitmenschlichkeit auch große Herausforderungen wie die aktuelle Flüchtlingskrise bewältigen.“

Für die Neuauflage konnte man erneut Jürgen Drews und Patrick Lindner – als einzige Mitwirkenden des original Projektes – für sich gewinnen. Darüber hinaus waren Chris Andrews, Antonia aus Tirol, Gaby Baginsky, Bella Vista, Julian David, Christian Franke, Michael Hirte, Christian Lais, Norman Langen, Michael Morgan, Frank Neuenfels, Achim Petry, Ireen Sheer, Michael Wendler, Wind, Anna-Carina Woitschack und Wolfgang Ziegler hierbei beteiligt.
Die Erstveröffentlichung der Neuauflage von Wer die Augen schließt (wird nie die Wahrheit seh’n) erfolgte als Single am 3. Dezember 2015. Diese erschien als digitale 2-Track-Single durch das Musiklabel Best Mix, der Vertrieb erfolgte durch Hitmix Music. Bereits ab dem 1. Dezember 2015 stand die Single zum Vorbestellen bereit. Die Single wurde jedoch nach unbestimmter Zeit von den Online-Musikdiensten gesperrt. Im Gegensatz zum Original wurde hierzu ein offizielles Musikvideo veröffentlicht. Dieses feierte am 27. November 2015 seine Premiere und zeigt einen Zusammenschnitt der teilnehmenden Interpreten, die zu Hause bei den Aufnahmen gefilmt wurden. Während des Videos sind immer die aktuell singenden Interpreten zu sehen. Die Gesamtlänge des Videos beträgt 4:57 Minuten. Regie führte der in Witten wirkende Thomas Jünger von BV Film.

### Weitere Coverversionen (Auswahl)
- 1993: Andy Borg (Album: Einmal und immer wieder)[13]
- 1993: Andreas Martin (Album: Herz oder gar nichts)[14]
- 1993: Wolfgang Petry (Album: Sehnsucht nach dir)[15]
- 1997: Denise & Johnny Bach (Album: Momente)[16]
- 1997: Trademark – I’ll Be There for You (Album: Another Time Another Place)[17]